# Piso (geología)
| Correspondencia entre unidades geocronológicas y cronoestratigráficas |                                        |
| Geocronológicas (tiempo)                                              | Cronoestratigráficas (cuerpos de roca) |
| Eón                                                                   | Eonotema                               |
| Era                                                                   | Eratema                                |
| Período                                                               | Sistema                                |
| Época                                                                 | Serie                                  |
| Edad                                                                  | Piso                                   |
| Cron                                                                  | Cronozona                              |

El piso es una unidad cronoestratigráfica formal que representa el conjunto de rocas formadas durante un determinado tiempo de la historia geológica. Cada piso es equivalente a una edad de la escala temporal geológica, con una duración media de pocos millones de años. Por convenio la edad correspondiente a la duración de cada piso recibe el mismo nombre del piso. Hay 102 pisos definidos o en proceso de definición, que cubren sin lagunas ni solapes todo el Fanerozoico. Las rocas precámbricas no se han podido diferenciar a nivel de piso, por lo que las divisiones menores de la escala cronoestratigráfica global para el Precámbrico se han reconocido hasta la categoría de sistema.
Los pisos se agrupan en series, al igual que las edades se agrupan en épocas (equivalentes una a una a las series). Los pisos pueden subdividirse en unidades estratigráficas más pequeñas, cronozonas o biozonas, según se usen criterios magnetoestratigráficos o bioestratigráficos respectivamente.

## Definición y estandarización
Los pisos se definen principalmente por criterios bioestratigráficos, es decir, por presentar conjuntos de fósiles (biozonas) consistentes y diferenciables de las unidades adyacentes inferior y superior inmediatas.
Para la definición formal se establecen estratotipos de límite inferior (GSSP), que son secciones estratigráficas concretas que sirven de referencia para todo el planeta. Se definen así únicamente los límites inferiores de cada piso, pues la definición basada en estratotipos completos para cada piso llevaba a solapamientos o hiatos con el piso anterior o posterior, habitualmente definido en otra sección alejada de la primera. Se eligen secciones de rocas sedimentarias de origen marino, pues los fósiles de organismos marinos (por ejemplo foraminíferos o ammonites) suelen tener una mayor dispersión geográfica y resolución bioestratigráfica que los terrestres.
Normalmente el criterio para ubicar el clavo dorado (término informal que señala el GSSP, punto exacto del límite inferior de un piso en una sección de referencia) suele ser la primera aparición de fósiles de determinado taxón o conjunto de taxones o un cambio de inversión magnética en el registro paleomagnético de la sucesión estratigráfica, que asegura una simultaneidad global del límite así definido. La datación absoluta de este límite, cuando es posible, permite establecer el inicio, en millones de años, de la edad correspondiente al piso.
Los límites y los nombres de los pisos de la escala global se establecen desde 1974 por la Comisión Internacional de Estratigrafía, estando ya todo el Fanerozoico dividido en pisos, aunque algunos, en 2012, están pendientes de nombrar y establecerse los estratotipos de límite inferior definitivos.

## Pisos continentales
La gran dificultad de correlación entre sedimentos continentales y marinos —sobre los que están definidos los pisos de la escala global— ha conducido al establecimiento de «pisos continentales» para el Cenozoico, unidades formales de carácter regional, no incluidas, por tanto, en la escala cronoestratigráfica global. En algunas localidades se han podido definir estratotipos para estas unidades: secuencias estratigráficas continuas con suficientes niveles fosilíferos superpuestos en los que están registradas distintas zonas de micromamíferos, cuyos fósiles permiten correlaciones con buena resolución bioestratigráfica entre diferentes cuencas continentales. Así se han definido para el suroeste de Europa el Rambliense, el Aragoniense, el Vallesiense o el Turoliense, que abarcan parte del Oligoceno superior y todo el Mioceno. Asimismo, han permitido confirmar o precisar, gracias a la superposición estratigráfica, el orden de sucesión temporal de las biozonaciones precedentes, establecidas, con criterios biocronológicos, en yacimientos de referencia aislados y alejados entre sí.

## Pisos y unidades litoestratigráficas
Los pisos incluyen numerosas unidades litoestratigráficas, como formaciones, miembros o capas, debido a que para cada edad, como en la actualidad, la sedimentación y formación de rocas se produce por todo el planeta en diferentes ambientes sedimentarios. De igual forma, una unidad litoestratigráfica determinada puede abarcar todo o parte de un piso, o varios pisos si el sistema deposicional en el que se formó estuvo activo el tiempo suficiente.

## Historia
Los primeros pisos con criterios paleontológicos fueron establecidos por Alcide d'Orbigny entre 1849 y 1852, en un tiempo en el que las dataciones absolutas estaban aún muy lejos. D'Orbigny, había estudiando rocas estratificadas con fósiles del Jurásico y Cretácico franceses —distintos grupos de invertebrados marinos (cefalópodos, braquiópodos, rudistas, equinodermos y briozoos)—, y las diferencias de su contenido fósil le permitieron establecer seis periodos o terraines, subdividiendo a su vez los cinco primeros en veintisiete tramos a los que denominó pisos (étages) y que publicó en sus manuales de Paleontología y Geología Estratigráfica. Antes de d'Orbigny ya se habían establecido las tres grandes eras para el Fanerozoico: el Paleozoico (Sedgwick, 1838), el Mesozoico y el Cenozoico (Phillips, 1841), también basadas en criterios paleontológicos y manteniendo las ideas del principio de sucesión faunística de Smith.